# 田中健一 (クイズ)
田中 健一（たなか けんいち、1970年 - ）は、日本のクイズ王、クイズ作家。

## 人物・経歴
大阪府大阪市東住吉区（現・平野区）出身。大阪府立生野高等学校を経て、東京大学法学部を卒業している。
東大在学中の1992年に日本テレビ『木曜スペシャル』の『史上最大!第16回アメリカ横断ウルトラクイズ』で優勝する。 東大卒業後は塾講師や家庭教師をしていたが、2000年にクイズ作家に転身した。2015年には「QUIZ JAPAN全書」として初の著書『田中健一の未来に残したい至高のクイズ I』と、二冊目の著書『田中健一の未来に残したい至高のクイズ II』を出版している。
クイズ作家としては2008年に配信されたWiiウェア『TVショーキング』の問題監修や、2018年からは一般社団法人日本クイズ協会が主催する『ニュース・博識甲子園』と『JQSグランプリシリーズ』の問題作成、日本将棋連盟が主催する「将棋文化検定」の監修などを担当している。
第1回知識検定1級2位（1位は村上彰）。
第2回知識検定1級1位。
第3回知識検定1級1位。
第4回知識検定1級1位。
第7回知識検定4位。

## 関わった・関わっている主な番組

### レギュラー
- タイムショック21（テレビ朝日）
- 特命リサーチ200X-II（日本テレビ）
- クイズ!常識の時間!!（日本テレビ）
- トリビアの泉（フジテレビ）
- クイズ!ヘキサゴン（フジテレビ）
- クイズ!家族でGO!!（毎日放送）
- クイズ!ヘキサゴンII（フジテレビ）
- サルヂエ（中京テレビ）
- ペケ×ポン（フジテレビ）
- Ｑさま!!（テレビ朝日）
- ハイスクールＱ（BSテレビ東京）

### 特番・単発
- タイムショック（テレビ朝日）
- 全国高等学校クイズ選手権（日本テレビ）
- 平成国盗り物語（NHK）
- アテネ五輪クイズ（NHK-BS）
- FNS25時間テレビ（フジテレビ）
- クイズ!芸能人をナメるなよ!!（関西テレビ）
- 金のA様×銀のA様（日本テレビ）
- TVチャンピオン（テレビ東京）
- FNS26時間テレビ（フジテレビ）
- 芸能人雑学王最強No.1決定戦（テレビ朝日）
- FNS27時間テレビ（フジテレビ）
- 2007年検定（フジテレビ）
- キャッシュキャブ（フジテレビ）
- 2007年度検定（フジテレビ）
- TVチャンピオン2（テレビ東京）
- 2008年10月月間検定（フジテレビ）
- FNS2008年クイズ!!（フジテレビ）
- FNSの日26時間テレビ2009 超笑顔パレード 爆笑!お台場合宿!!（フジテレビ）
- FNS人気番組対抗!オールスタークイズ
- 超タイムショック（テレビ朝日）
- めざましどようび（フジテレビ）
- FNSの日26時間テレビ2010 超笑顔パレード 絆 爆笑!お台場合宿!!（フジテレビ）

## 出演した主な番組
- 史上最大!第16回アメリカ横断ウルトラクイズ（日本テレビ）
- TVチャンピオン「クイズ作家王選手権」(テレビ東京）
- iQバトル!20世紀 #8（フジテレビ721）
- iQバトル!20世紀「iQKING決定戦」（フジテレビ721）
- クイズ王最強決定戦〜THE OPEN〜 #1（フジテレビ721）
- クイズ王最強決定戦〜THE OPEN〜 #2（フジテレビ721）
- クイズ王最強決定戦〜THE OPEN〜 #3（フジテレビ721）
- クイズ王最強決定戦〜THE OPEN〜 #4（フジテレビ721）
- カルトQ「犬」（フジテレビ）
- FNS1億2000万人のクイズ王決定戦（フジテレビ）
- 24時間テレビ 「愛は地球を救う」（日本テレビ）
- ソリトン・夢ときどき晴れ!（NHK）
- TVおじゃマンモス（日本テレビ）
- ウッチャンナンチャンの炎のチャレンジャーこれができたら100万円!!（テレビ朝日）
- 20世紀クイズ王決定戦（TBSテレビ）
- お台場明石城（フジテレビ）
- くりぃむナントカ（テレビ朝日）
- ココリコの嘘かホントか!?日本のルール（テレビ東京）
- トリビアの泉（フジテレビ）
- テリー伊藤のってけラジオ（ニッポン放送）
- おはスタ（テレビ東京）
- しりすぎちゃん（日本テレビ）
- クイズ!スピードキング（テレビ朝日）
- 森田一義アワー 笑っていいとも!（フジテレビ）
- THEクイズ神（TBSテレビ）
- キス濱ラーニング（テレビ朝日）
- クイズ！タイムイズマネー（テレビ朝日）
- キス濱テレビ（テレビ朝日）
- 万物まとめンタリー（フジテレビ）
- なるほどストリート（テレビ東京）
- 72時間ホンネテレビ（AbemaTV）
- Knock Out-競技クイズ日本一決定戦-（ファミリー劇場）

## 著書
- 田中健一の未来に残したい至高のクイズ I QUIZ JAPAN全書（セブンデイズウォー、2015年2月11日、ISBN 978-4-593-31021-0）
- 田中健一の未来に残したい至高のクイズ II QUIZ JAPAN全書（セブンデイズウォー、2015年10月18日、ISBN 978-4-593-31023-4）
- クイズ用語辞典（朝日新聞出版、2023年4月10日）- 著作・監修（三木智隆、石野将樹、徳久倫康との共著）[9]